# Aberracja chromatyczna

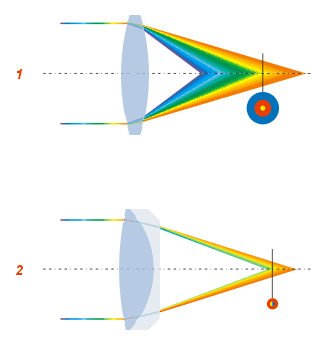
Powstawanie aberracji chromatycznej (1) i jej korekcja (2)

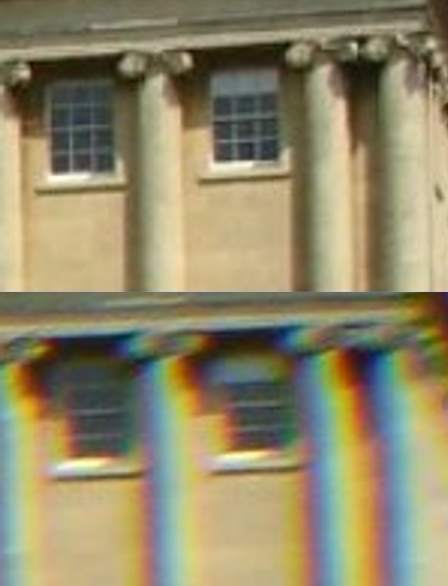
Górne zdjęcie zrobione jest przy użyciu obiektywu o wysokiej jakości - aberracja praktycznie nie występuje. Dolne zdjęcie zrobiono po nałożeniu dodatkowego obiektywu szerokokątnego

Aberracja chromatyczna, chromatyzm – cecha soczewki lub układu optycznego wynikająca z różnych odległości ogniskowania (ze względu na różną wartość współczynnika załamania) dla poszczególnych barw widmowych światła (różnych długości fali światła). W rezultacie występuje rozszczepienie światła, które widoczne jest na granicach kontrastowych obszarów pod postacią kolorowej obwódki (zobacz zdjęcie obok). Wynika ona ze zjawiska dyspersji szkła użytego do budowy soczewki.
Aberracja chromatyczna występuje również w soczewce ludzkiego oka, powodując barwne obwódki (pomarańczowe i niebieskie) wokół ciemnych przedmiotów na jasnym tle. W przypadku układów optycznych (teleskopy, obiektywy fotograficzne itp.) jest to wada pogarszająca jakość odwzorowania.

## Rodzaje aberracji chromatycznej
- Wzdłużna lub podłużna[3],
- Poprzeczna[3].

## Korekcja chromatyzmu
Korekcja chromatyzmu zwana jest achromatyzacją. Istnieją różne jej rodzaje, w zależności od liczby achromatyzacji wybranych kolorów mamy: achromaty, apochromaty oraz superachromaty. Ten typ korekcji wynaleziony został przez Anglika Johna Dollonda (1706–1761) w Anglii.

## Czarno-biała fotografia
Zjawisko to jest znane również w fotografii czarno-białej. Nie występują tam co prawda kolory, ale aberracja chromatyczna wywołuje nieostrość obrazu. Jego korekcję można osiągnąć poprzez:
- zastosowanie apochromatu,
- użycie odpowiedniego filtru kolorowego o wąskim pasmie przepustowości,
- odpowiednie konwertowanie pojedynczych kanałów koloru do kanału czarno-białego.

Niektóre z tych metod wymagają jednak zwiększenia czasu ekspozycji.